# 판돌포 페트루치

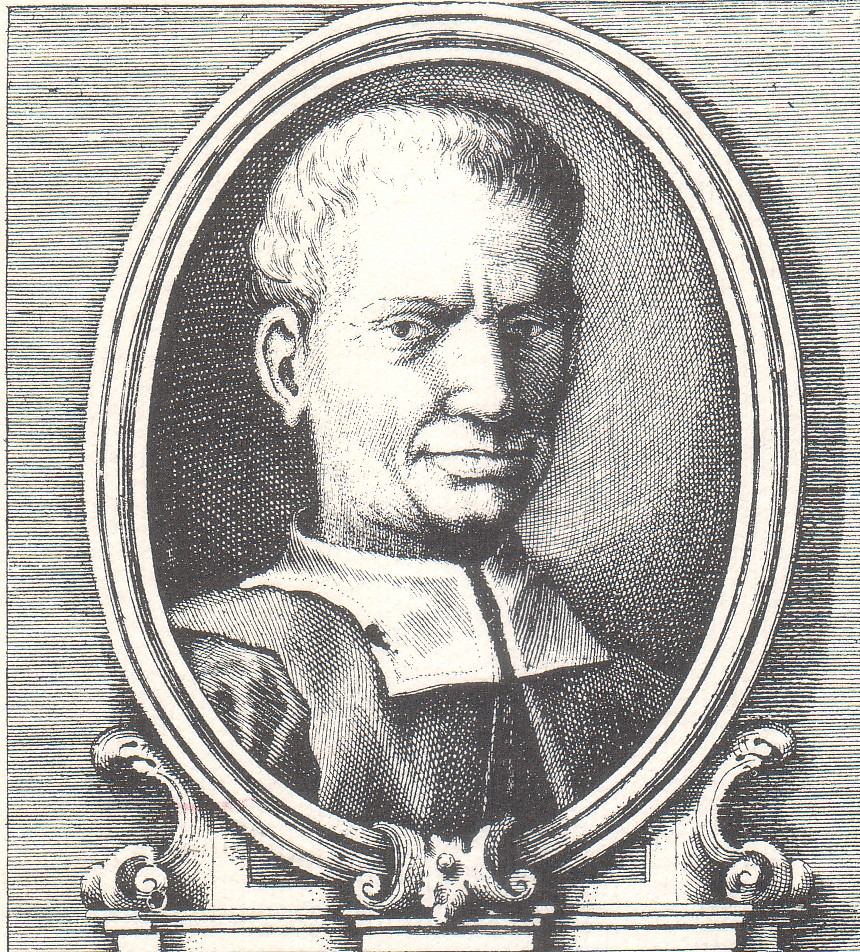
판돌포 페트루치.

판돌포 페트루치(Pandolfo Petrucci, (1452년 2월 14일 – 1512년 5월 21일)는 르네상스 기간 시에나 공화국의 통치자이다.

## 생애
귀족 가문 출신으로 시에나에서 태어나고 자란 판돌포는 시에나 지배자들의 지지를 상실한 노베스키파의 일원이였기에 1483년 고향에서 추방당한다. 노베스키파의 중요성이 다시 대두된 후, 페트루치는 그들의 수장이 되어 1487년 시에나로 돌아왔다. 그는 이후인 1495년 시에나 방위 사령관이 된다. 그의 형제 자코포(Giacoppo, 시에나의 가장 강력한 권력자 중 한 명)가 1497년에 사망하자, 페트루치는 그의 공직들을 맡으며 그의 재산을 장악했다. 그의 권력과 부는 니콜로 보르게세의 딸 아우렐리아 보르게세와 혼인하며 더욱 증가하였다. 그의 장인의 후원과 함께 페트루치는 공직들을 장악했고 어마어마한 정치력을 확보했다. 그는 이 권력으로 그의 지지자들에게 그의 권력을 팔거나 주었고, 그 계획을 통해 그는 시에나의 최고 권력자가 되었다. 하지만 페트루치의 권력과 시에나 정부에 그의 지지자 단체들은 장인인 니콜로를 포함해서 여러 적을 두게 만들었고 다른 영향력 있는 시에나 시민들은 페트루치 암살 계획을 세웠으나, 페트루치는 계획을 알아차리고 1500년에 니콜로를 제거하였다.
그의 정적들이 제거되면서, 페트루치는 시에나의 완전한 독재자가 되었다. 그뒤에 페트루치는 그의 권력을 굳히기 위해 공직 매매 행위를 멈추었다. 잔혹한 독재가이자 전제주의자임에도 페트루치는 도시의 경제 발전과 예술 발전을 후원하면서, 시에나 시민들을 조심스럽게 다뤘다. 그는 또한 시에나의 [몬테풀차노]] 통치 논란으로 인해 발생한 수 세기간의 불화를 지녀왔던 피렌체와의 전쟁을 피하였다. 페트루치는 체사레 보르자를 위해 피옴비노를 프랑스가 지배하게 외교적으로 알선하는등, 보르자의 신임을 얻는데 노력했다. 하지만 그는 보르자를 상대로 그의 힘을 조심스럽게 키워갈 계획을 세웠었다. 페트루치를 신임하지 않았던 보르자는 시에나 독재자의 계획을 알아차렸고 1502년 보르자의 다른 정적들과 함께 처형당할뻔한 세니갈리아에서 열린 회의에 그를 초대하였다. 페트루치는 그의 목숨에 대한 위험을 의심하여 회의를 피하였으며, 그럼에도 불구하고 보르자를 달래기 위하여 1503년 시에나에서 피신하였다. 그 후에 그는 루카에 머물렀다. 그의 동맹인 프랑스 국왕 루이 12세의 도움으로, 페트루치는 두 달 뒤 그의 권력을 되찾았다.
1507년 보르자의 죽음으로, 페트루치는 이탈리아에서 가장 강력한 권력자 중 한 명이 되었다. 그의 마지막 생애 동안에, 피렌체와 전쟁을 벌이던 피사의 군사적 지원을 해줬다. 교황 율리오 2세와 에스파냐가 페트루치에게 피렌체와 화평을 맺으라 압박을 하자, 그는 마지못하여 1512년에 몬테풀차노 영토를 내놓은다. 그 대신에 교황은 페트루치의 조카를 추기경으로 만들어줬다. 그 해 나중에 페트루치는 그의 아들 보르게세에게 시에나를 넘겨줬고, 이탈리아 산퀴리코도르차에서 급작스럽게 사망했다. 그가 사망하기 이전, 페트루치는 그의 오래된 동맹 프랑스를 상대로 율리오 2세와 에스파냐가 비밀스러운 계획을 세웠다는 걸 알고 있었다. 그는 또한 1503년에 교황 비오 3세를 독살시켰다는 소문을 지니기도 했었다.
판돌포 페트루치가 사망한 후, 페트루치 가문은 1524년까지 시에나를 통치했다.